# Crkva sv. Mihovila u Splitu
Crkva sv. Mihovila u Splitu. Od rimokatoličke crkve ostao je samo dio zidova i apsida. Crkva je građena od 8. do 15. stoljeća.

## Opis
Crkvu sv. Mihovila na obali mora (in ripa maris) po predaji je dao sagraditi prvi splitski nadbiskup Ivan Ravenjanin. Izvorno jednobrodna crkvica sa širokom polukružnom apsidom, proširena je prvi put u 11., zatim i u 15. st., a porušena je 1906. godine. Preostala je samo gotička apsida iz 15. stoljeća, uklesana u zapadni zid Dioklecijanove palače. U arheološkim istraživanjima pronađeni su i prezentirani ostaci zidova lađe i dijelovi sarkofaga koji su se izvorno nalazili uokolo crkve, a u kasnijim pregradnjama bili ugrađeni u njezine zidove. U Muzeju hrvatskih arheoloških spomenika u Splitu, čuvaju se ulomci kamenog namještaja ukrašeni pleterom iz predromaničkog razdoblja.
- Sarkofag ugrađen u zid
- Detalj sa gotičke apside
- Grb na podu
- Pod crkvice

## Zaštita
Ostaci crkve su pod oznakom Z-4641 zavedeni kao nepokretno kulturno dobro - pojedinačno, pravna statusa zaštićena kulturnog dobra.

## Vanjske poveznice
|  | Zajednički poslužitelj ima još gradiva o temi Crkva sv. Mihovila u Splitu |